# Ƥ
Ƥ, ƥ (P с крюком) — буква расширенной латиницы. Использовалась в Международном фонетическом алфавите, где обозначала глухой губно-губной имплозивный согласный. Символы глухих имплозивных согласных больше не используются в МФА. Вместо них используются символы их звонких эквивалентов с глухой диакритикой: [ɓ̥, ʛ̥] и т. д.
 В алфавите языка серер буква имеет строчную форму .

## Использование
| Алфавит                       | Порядковый № |
| ----------------------------- | ------------ |
| Африканский эталонный алфавит | 39           |
| Серер                         | 27           |